# Libro de Horas de Carlos III el Noble

El Libro de Horas de Carlos el Noble (en francés: Heures de Charles le Noble) es un libro de horas realizado en París a principios del siglo XV, y comprado por Carlos III de Navarra, llamado "el Noble", entre 1404 o 1408. Desde 1964 forma parte de la colección del Museo de Arte de Cleveland en Cleveland, Ohio, Estados Unidos. Fue decorado por un equipo internacional de iluminadores e ilustradores de, al menos, seis personas, encabezado por el convencionalmente llamado Maestro de las Iniciales de Bruselas. Probablemente cuando fue comprado estaba listo para su uso por el monarca navarro, y más tarde se le agregó su escudo de armas en varios lugares.

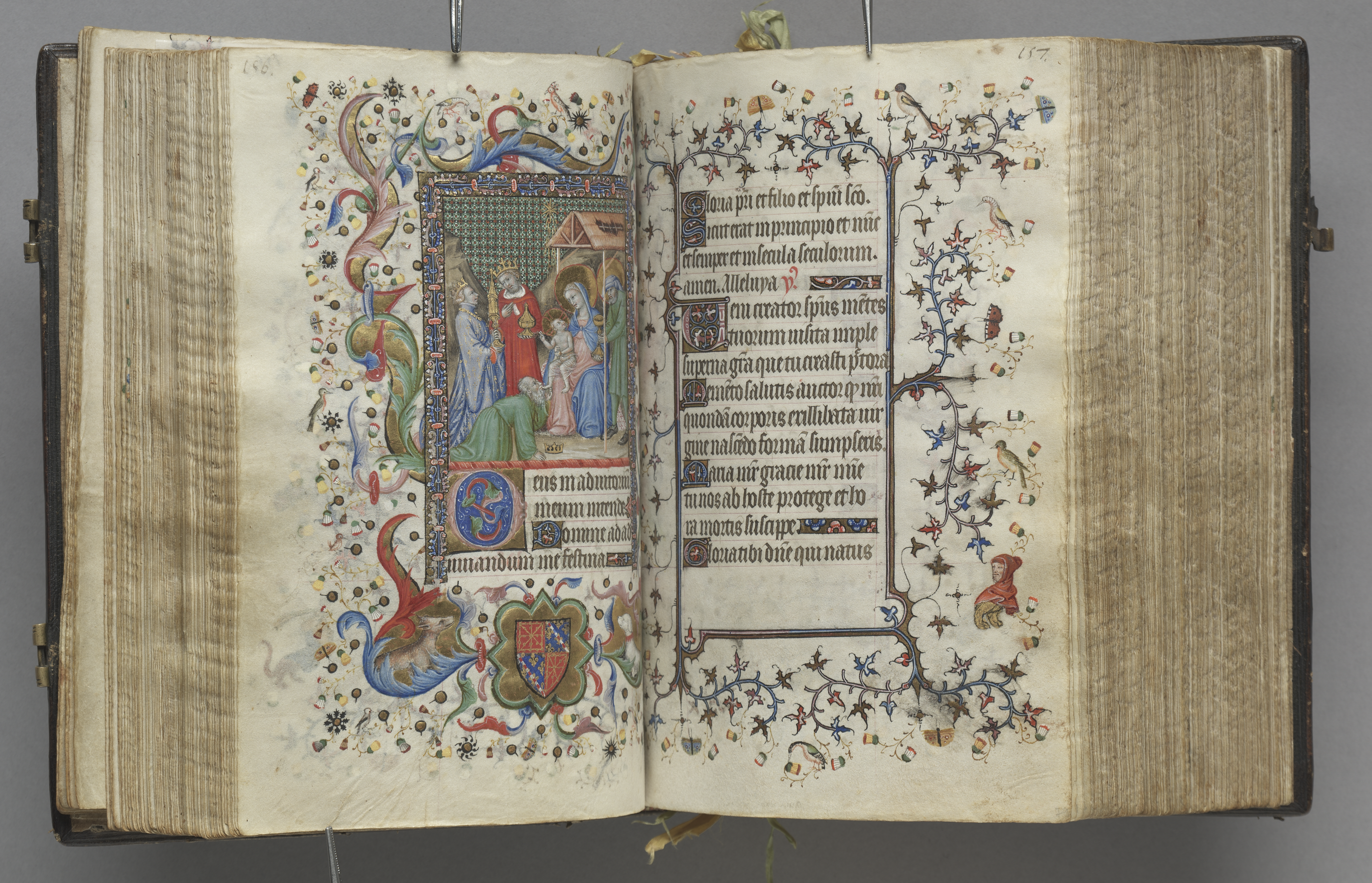
Libro de las Horas de Carlos el Noble

## Contexto histórico-artístico
Aunque no se ha realizado aún un estudio de conjunto y comparado sobre la miniatura medieval en Navarra, a diferencia de otros espacios donde sí existen, la investigadora Soledad Silva y Verástegui apuntaba en 1988 que «hasta ahora apenas se ha beneficiado más que de los trabajos monográficos que dedicara F. Bucher a las Biblias de Pamplona y el de William D. Wixon sobre un Libro de Horas de Carlos el Noble. Sin embargo, el número de manuscritos ilustrados relacionados con Navarra, ya sea por razón de origen o bien de procedencia, comprendidos entre los siglos XI al XV, que hemos podido constatar en diversos estudios, catálogos e inventarios, asciende a más de la treintena.»
En lo que se refiere a este códice, probablemente fue comprado por Carlos III el Noble, rey de Navarra a un librero en París en 1404 o 1408. Se ha propuesto que Carlos lo compró mientras estaba en París en el verano de 1404, en un momento donde habría recibido mucho caudal monetario tras la venta de sus derechos sobre el condado de Évreux. Parece que cuando se vendió el libro estaba listo para su uso, formando parte de las existencias del librero, al cual solo se le añadió después el escudo de armas de Carlos III. En apoyo de esta teoría existe un libro de horas similar actualmente en la Biblioteca Británica que sería probablemente del mismo comerciante y que se pudo quedar sin vender donde contiene en blanco espacios preparados para la inserción del escudo de armas del posible comprador. Carlos el Noble era, al parecer, muy aficionado a los libros, por la cantidad de libros que poseía, y probablemente este libro de horas se conservaba en su biblioteca del Palacio Real de Olite. Muestra una encuadernación española del siglo XVI. A mediados del siglo XIX, el libro estaba en posesión de Edmond James de Rothschild, cuyo hijo, Maurice de Rothschild, y más tarde su nieto, Edmond Adolphe de Rothschild, lo heredaron. Finalmente fue comprado por su actual propietario, el Museo de Arte de Cleveland, en 1964.

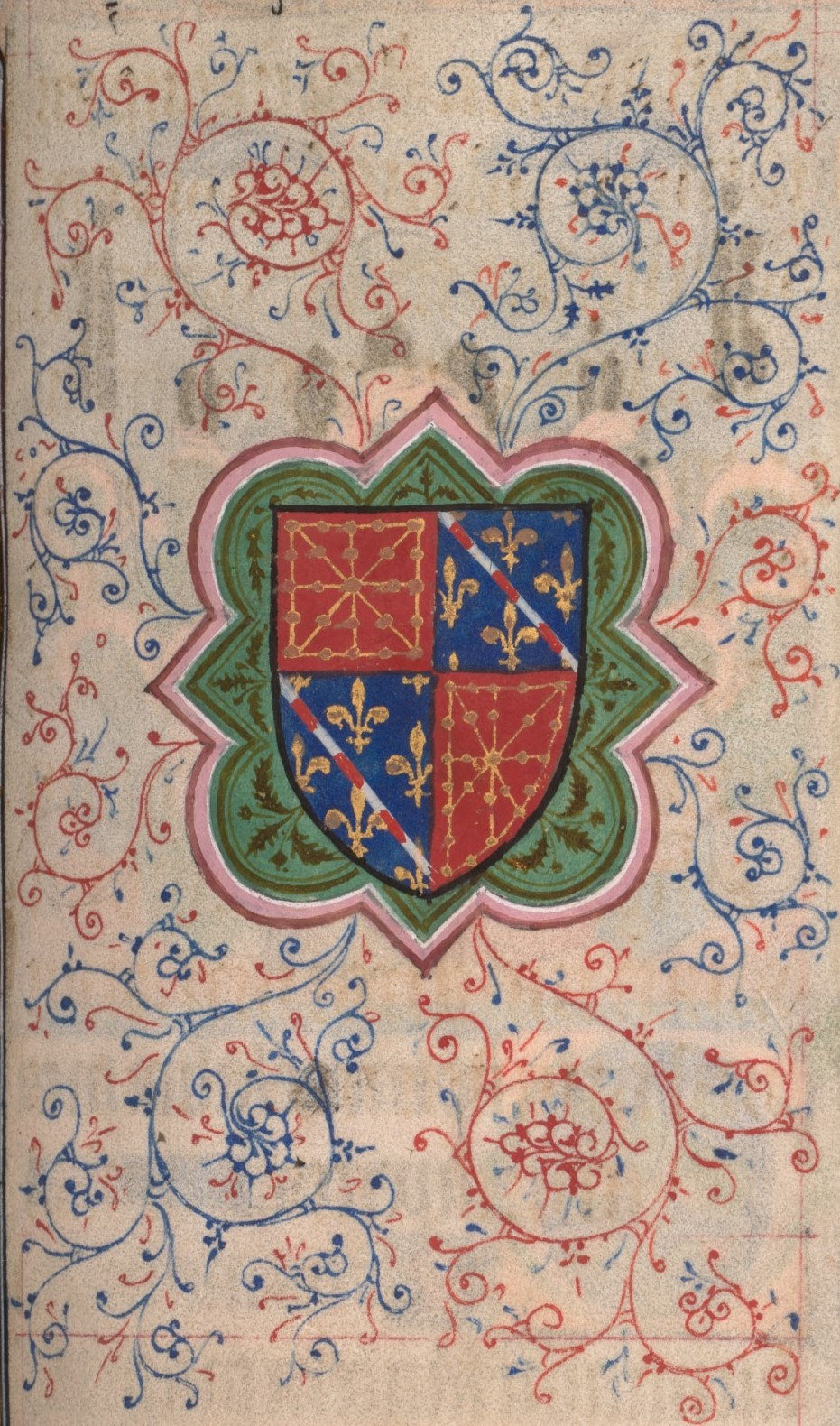
Detalle del fol. 137r del LIbro de las Horas de Carlos el Noble, donde se muestra el escudo de armas del rey de Navarra, Carlos III el Noble

## Autor
El artista principal del libro fue el Maestro de las Iniciales de Bruselas; cinco de las grandes iluminaciones fueron realizadas además por el llamado Maestro Egerton. El programa artístico del libro es una fusión consciente de las influencias artísticas italianas y francesas, y es importante porque ayudó a allanar el camino hacia el llamado gótico internacional de principios del siglo XV y hacia los aspectos más destacados posteriores de la iluminación de libros medievales como la de los hermanos Limbourg. El libro está profusamente decorado y solo su decoración marginal fue probablemente la más rica producida en Francia durante casi un siglo. Entre sus numerosas decoraciones más pequeñas que posee también están, por ejemplo, las representaciones de 180 instrumentos musicales medievales, siendo, probablemente, la obra donde más se localizan frente a otros libros de horas conservados.

## Descripción

### Características
El libro mide 200 por 140 milímetros -"cerca de la altura y el ancho de una novela de bolsillo moderna"- y contiene 334 folios numerados (1–668). El texto está escrito en tinta marrón, roja, azul y dorada, y las ilustraciones están realizadas con témpera y oro bruñido. El diseño y las ilustraciones del libro siguen el patrón de otros libros de horas de París. Al menos seis artistas diferentes proporcionaron ilustraciones y decoraciones. El artista principal fue el llamado Maestro de las Iniciales de Bruselas, un nombre convencional para un artista italiano que trabajó en París a principios del siglo XV. La mayoría de las grandes ilustraciones fueron realizadas por este maestro de la iluminación de libros. El artista holandés conocido como Maestro Egerton también hizo cinco miniaturas de media página, mientras que los otros cuatro artistas identificados, un italiano, un holandés y dos franceses, proporcionaron gran parte de la restante decoración.

### Estilo
Las miniaturas y otras decoraciones hechas por el Maestro de las Iniciales de Bruselas en el Libro de las Horas de Carlos el Noble dan testimonio de la "apertura de miras y el deleite por la variedad" características de este artista donde se fusionan conscientemente influencias estilísticas italianas, con otras particularmente boloñesas, además de elementos estilísticos franceses. Sus iluminaciones se caracterizan por una utilización sutil del color, con espacios e interiores bien compuestos y, en ocasiones, rasgos faciales expresivos. Al fusionar elementos italianos y franceses, el Maestro de las Iniciales de Bruselas desempeñó un papel relevante en la definición y desarrollo del llamado estilo gótico internacional de principios del siglo XV. Los hermanos Limbourg, que crearían algunos de los manuscritos iluminados más conocidos algo más tarde, se estima que quizás hasta cierto punto fueron influenciados por las miniaturas del Libro de las Horas de Carlos el Noble. Por lo tanto, estamos ante un libro que ha sido descrito como "no solo un objeto intrínsecamente hermoso, sino también un documento importante en el desarrollo de la pintura en los alrededores de París en la primera década después de 1400". Las cinco miniaturas del Maestro Egerton también fueron concebidas dentro de este contexto y se ha señalado un desarrollo en el estilo de la primera a la última de las miniaturas. Se caracterizan por el uso expresivo del color y el espacio, así como la "expresión psicológica incisiva" en las figuras representadas. También fue uno de los primeros en representar paisajes lejanos de una manera expresiva y atmosférica.

### Escudo de armas
Además de las ilustraciones principales, el libro también contiene el escudo de armas de Carlos III el Noble, pintado debajo de cada una de las miniaturas de media página, así como en una página que la integra (fol. 137r). Los márgenes están profusamente decorados con drolerías, muchas aparentemente sin sentido y paródicas, mientras que algunas pueden contener referencias populares, por ejemplo, a la historia de Roman de Renart. Incluyen zorros, gatos, liebres, pájaros e insectos, pero también bestias imaginarias. Un total de 104 sorprendentes figuras están representadas leyendo o interactuando de alguna manera con libros.

### Músicos e instrumentos musicales medievales
Hasta 329 folios se caracterizan con otras 180 miniaturas en los márgenes del libro representando a músicos e instrumentos musicales medievales, donde «todas la principales familias de instrumentos musicales están representados: cuerdas, pulsadas y frotadas; instrumentos de viento, de madera y de metal; instrumentos de percusión de diversos materiales incluidos los de membrana, es decir, tambores de diferentes formas.»
Probablemente sea el códice donde más se localizan, entre otros libros de horas conservados, brindando, de paso, una descripción general representativa de los instrumentos musicales medievales. Por lo que respecta a los márgenes decorados, se ha propuesto que ningún otro libro francés se había hecho con tanta prodigalidad durante aproximadamente un siglo.

Imágenes del Libro de Horas de Carlos III el Noble
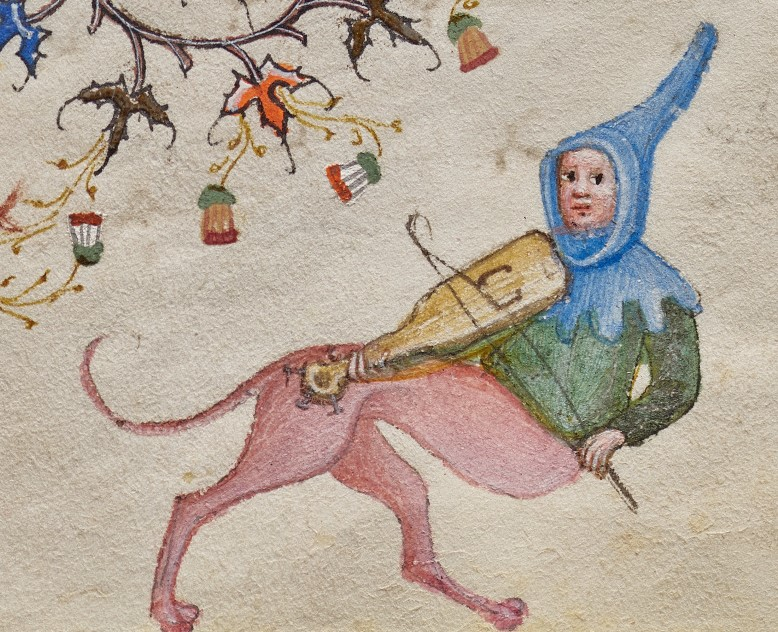
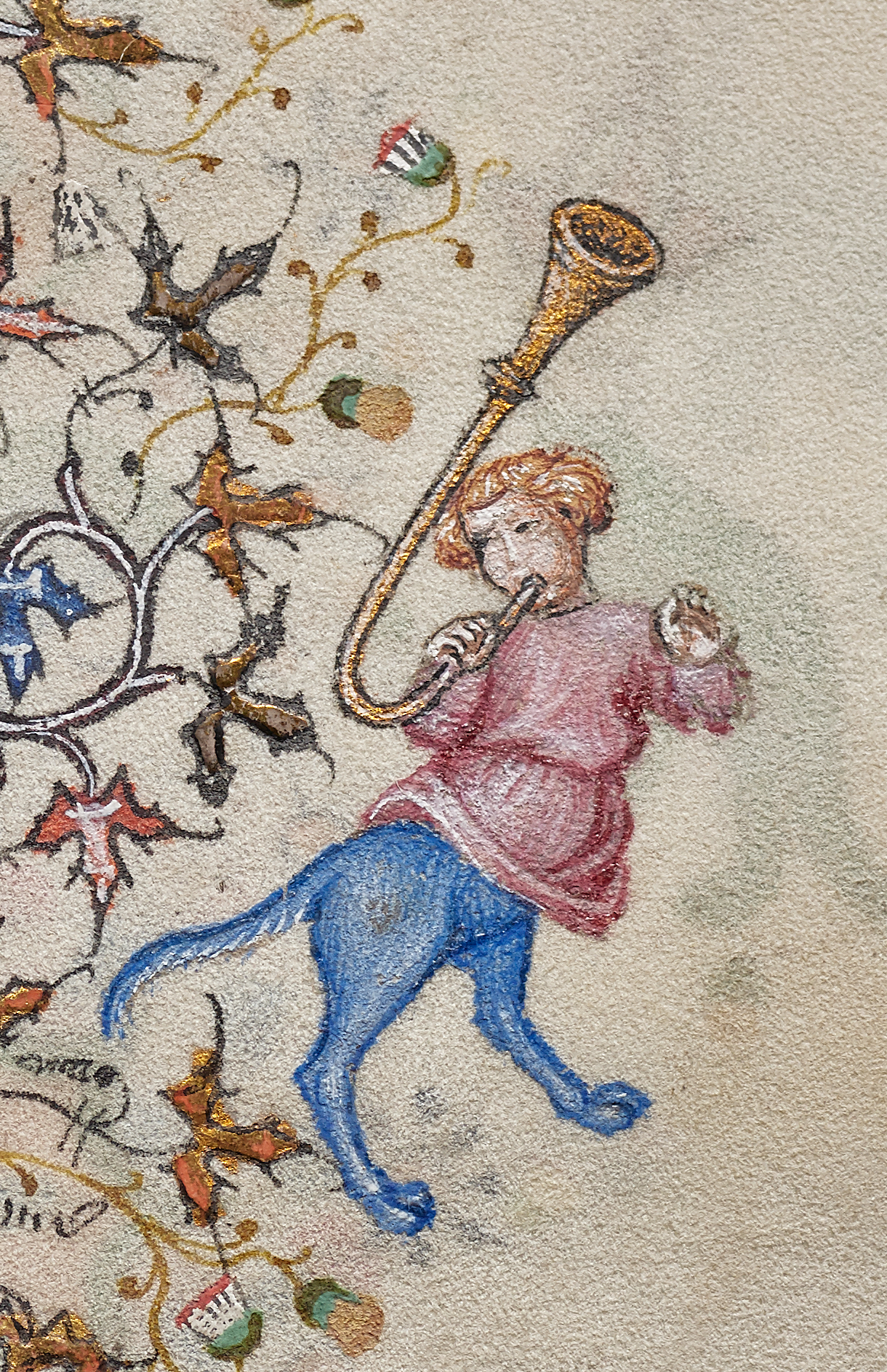
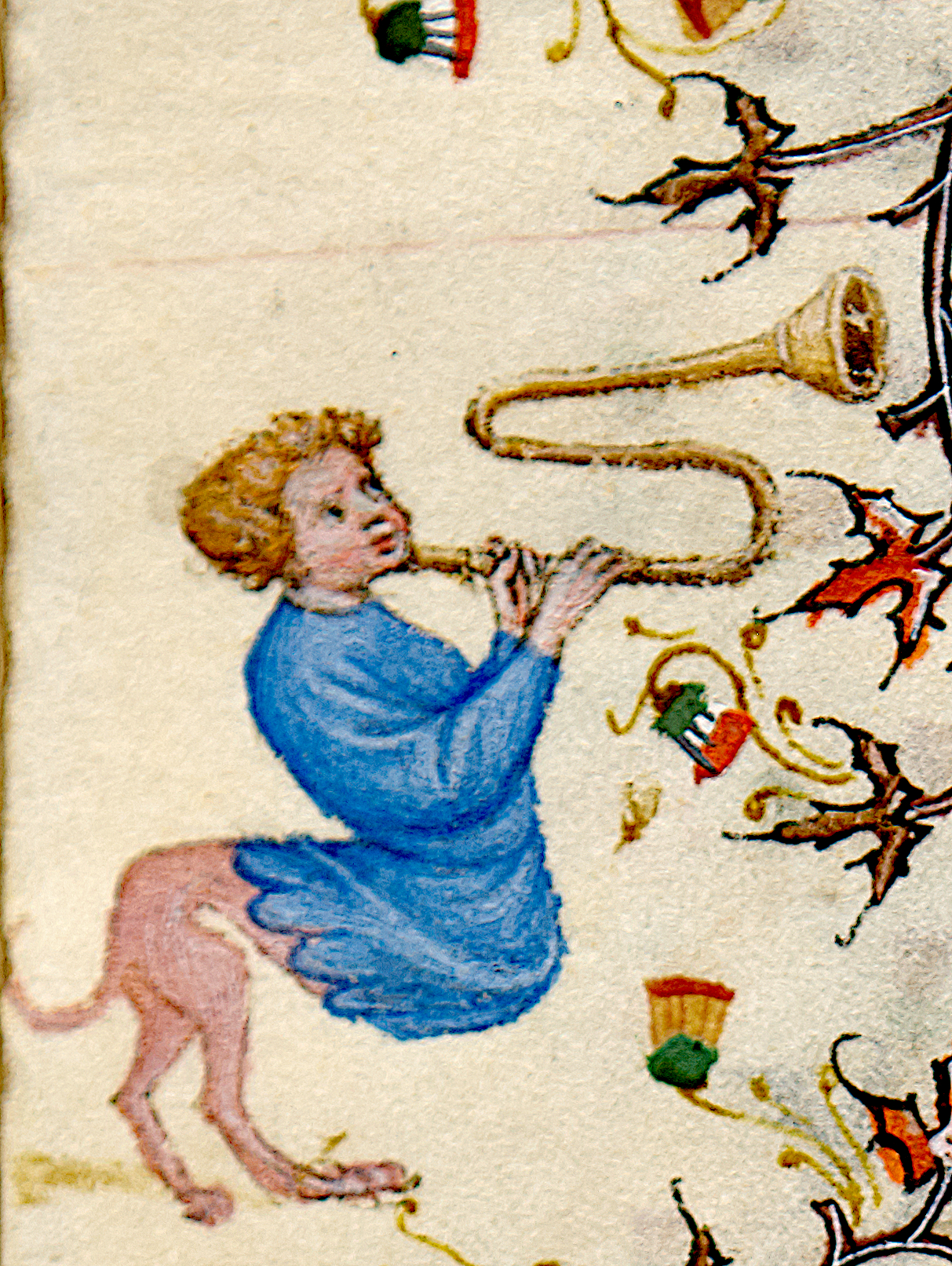
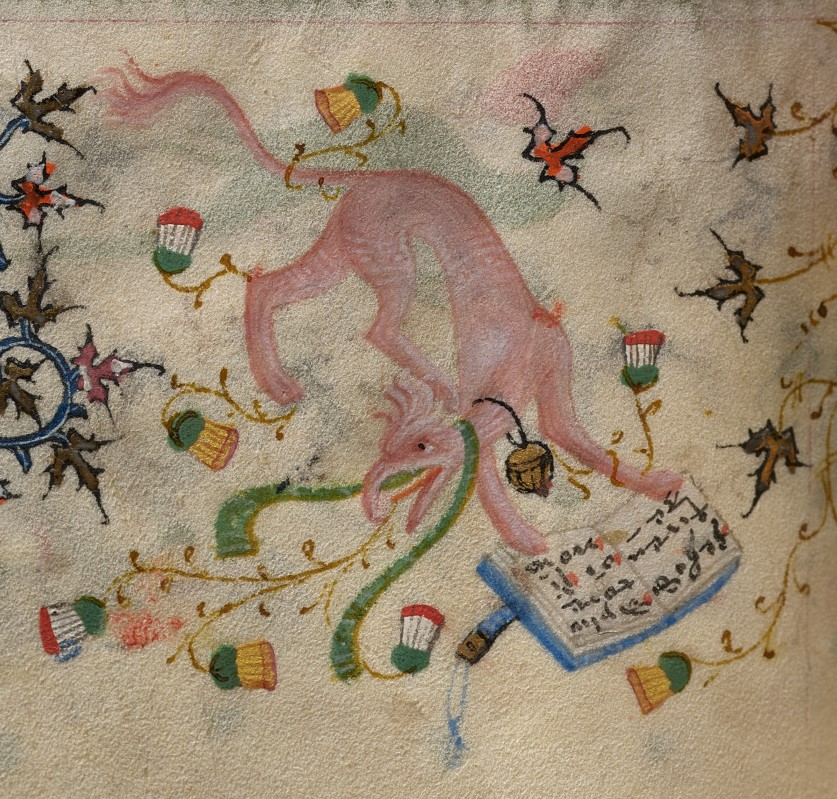